# Mömbris
Mömbris [mœmbʁɪs] ist seit dem 31. Januar 1964 ein Markt im unterfränkischen Landkreis Aschaffenburg. Mömbris ist die fünftgrößte Gemeinde des Landkreises auf einer Fläche von 35,87 km². Der größte Teil (32,81 km²) sind Wälder, Wiesen und Ackerland. Der Ort liegt zwischen 165 m und 337 m ü. NHN.

## Geographie

Gemeindeteile und Gemarkungen von Mömbris

Gemeindegebiet von Mömbris

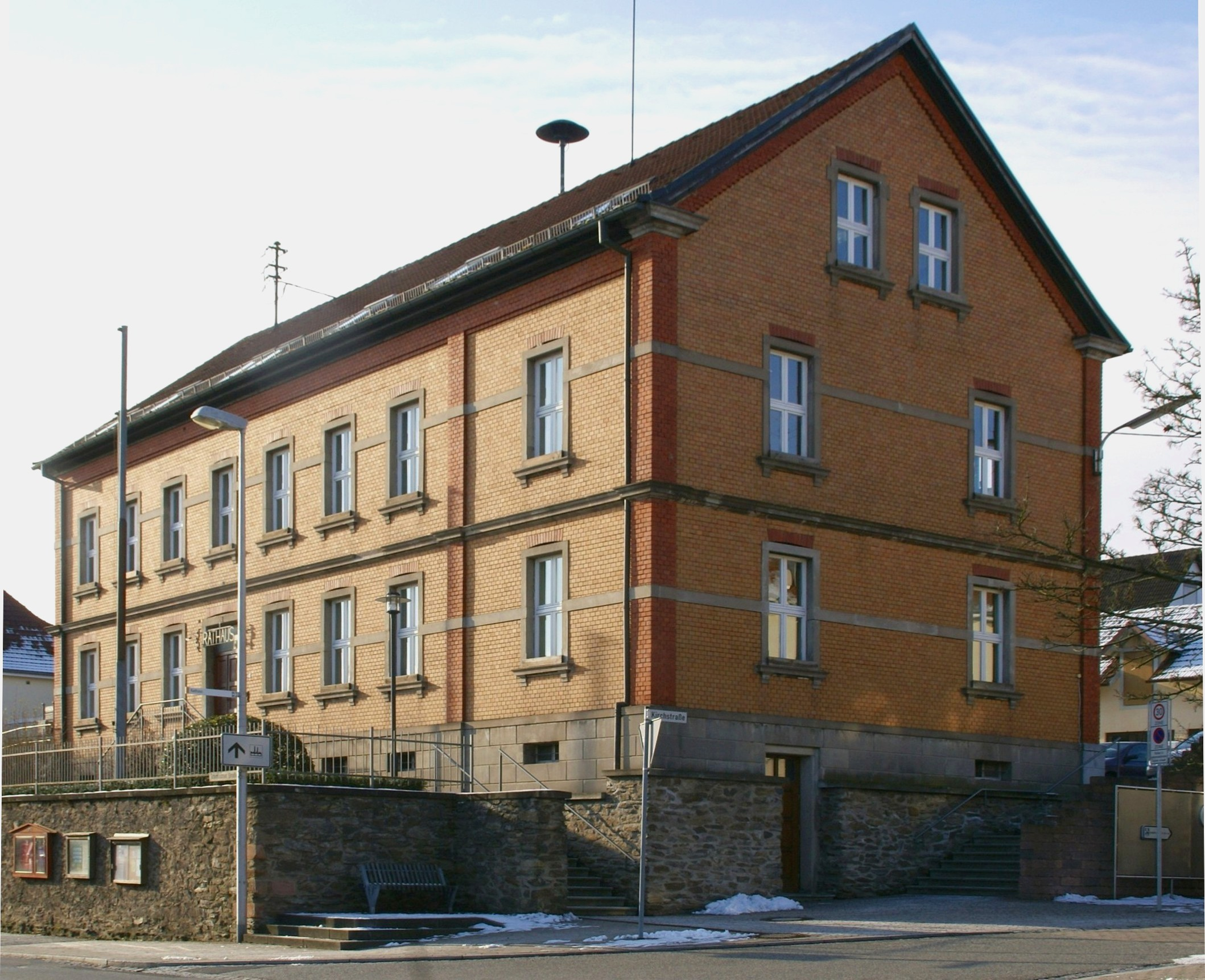
Rathaus des Marktes Mömbris

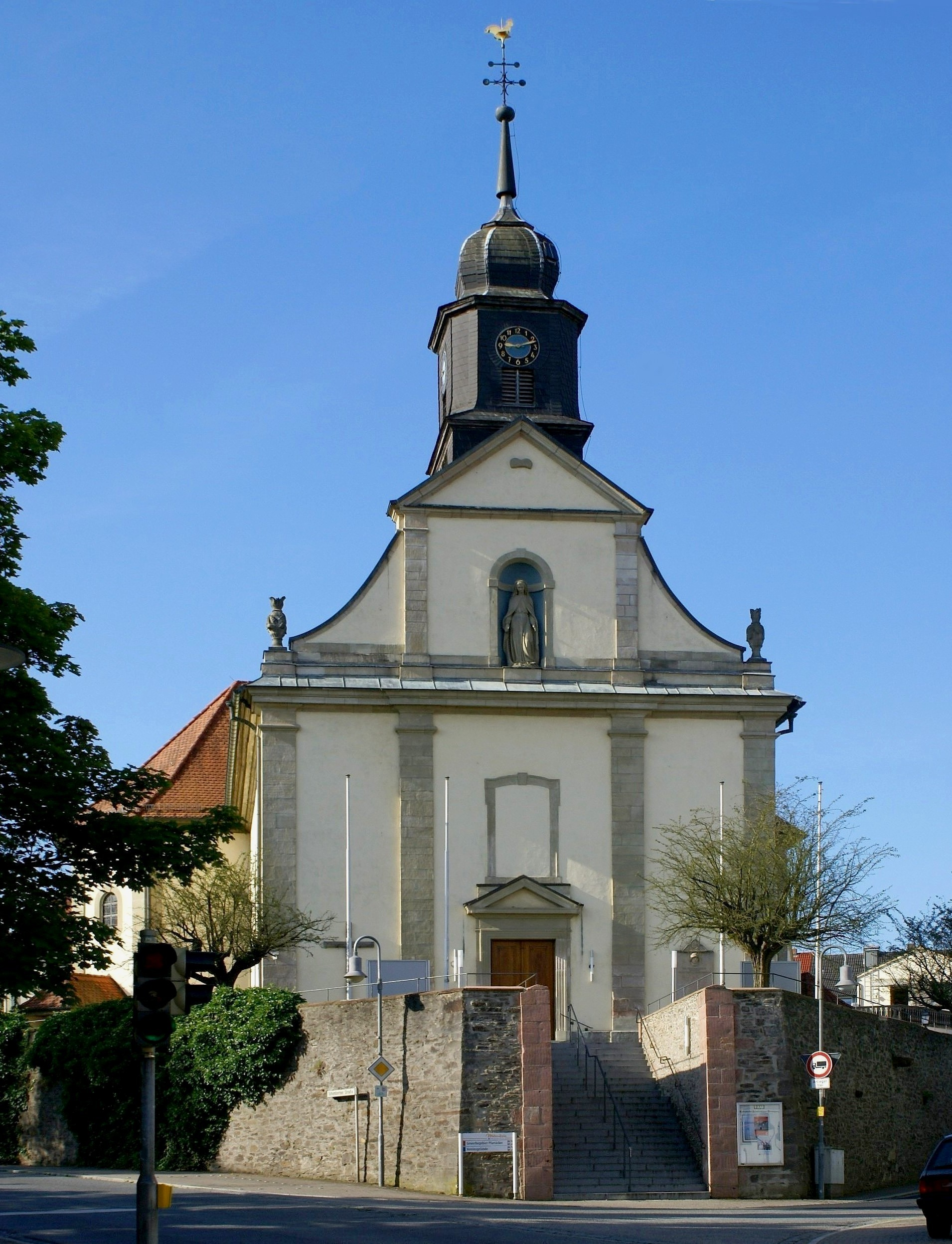
Pfarrkirche St. Cyriakus in Mömbris

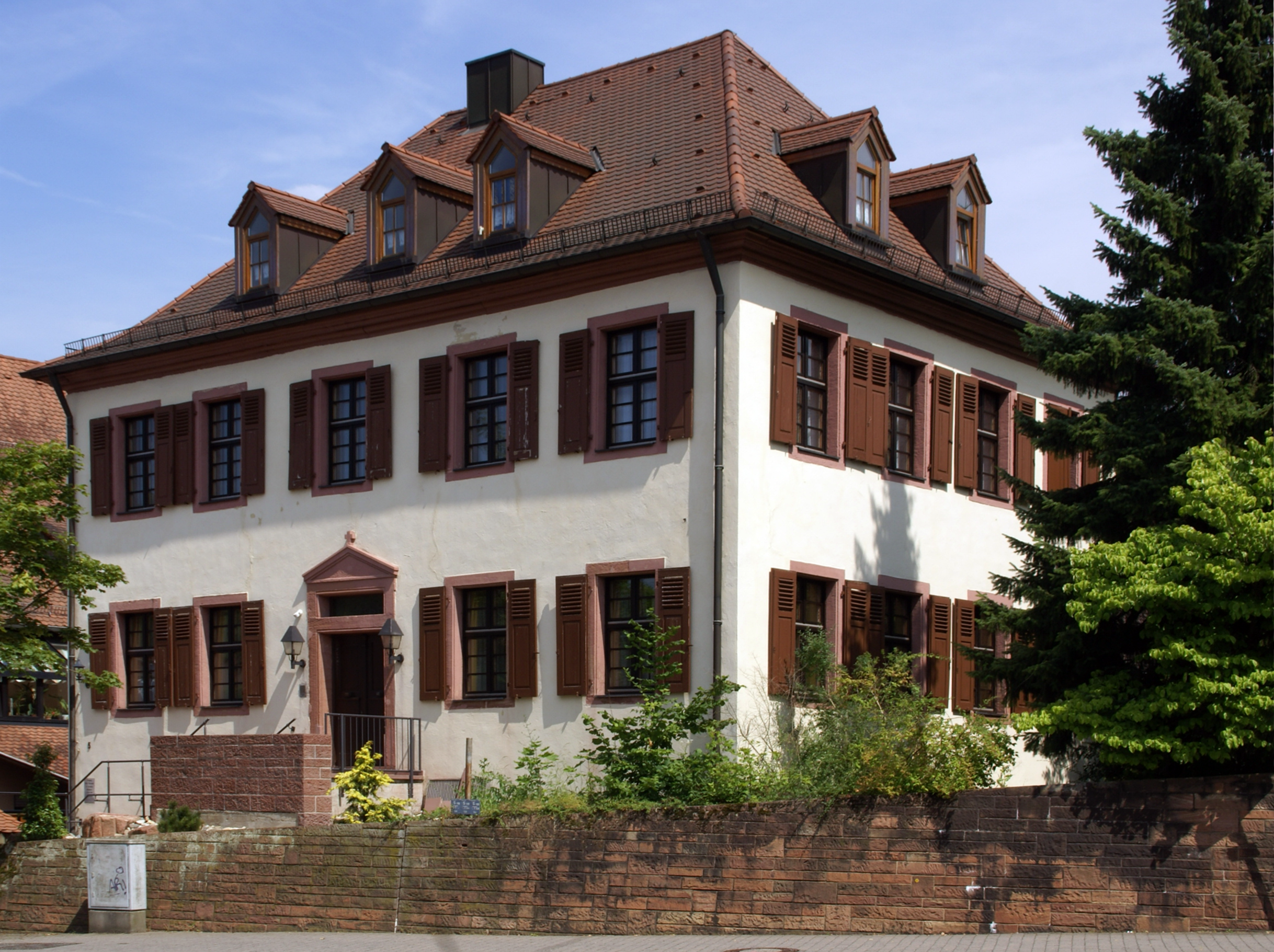
Katholisches Pfarramt St. Cyriakus

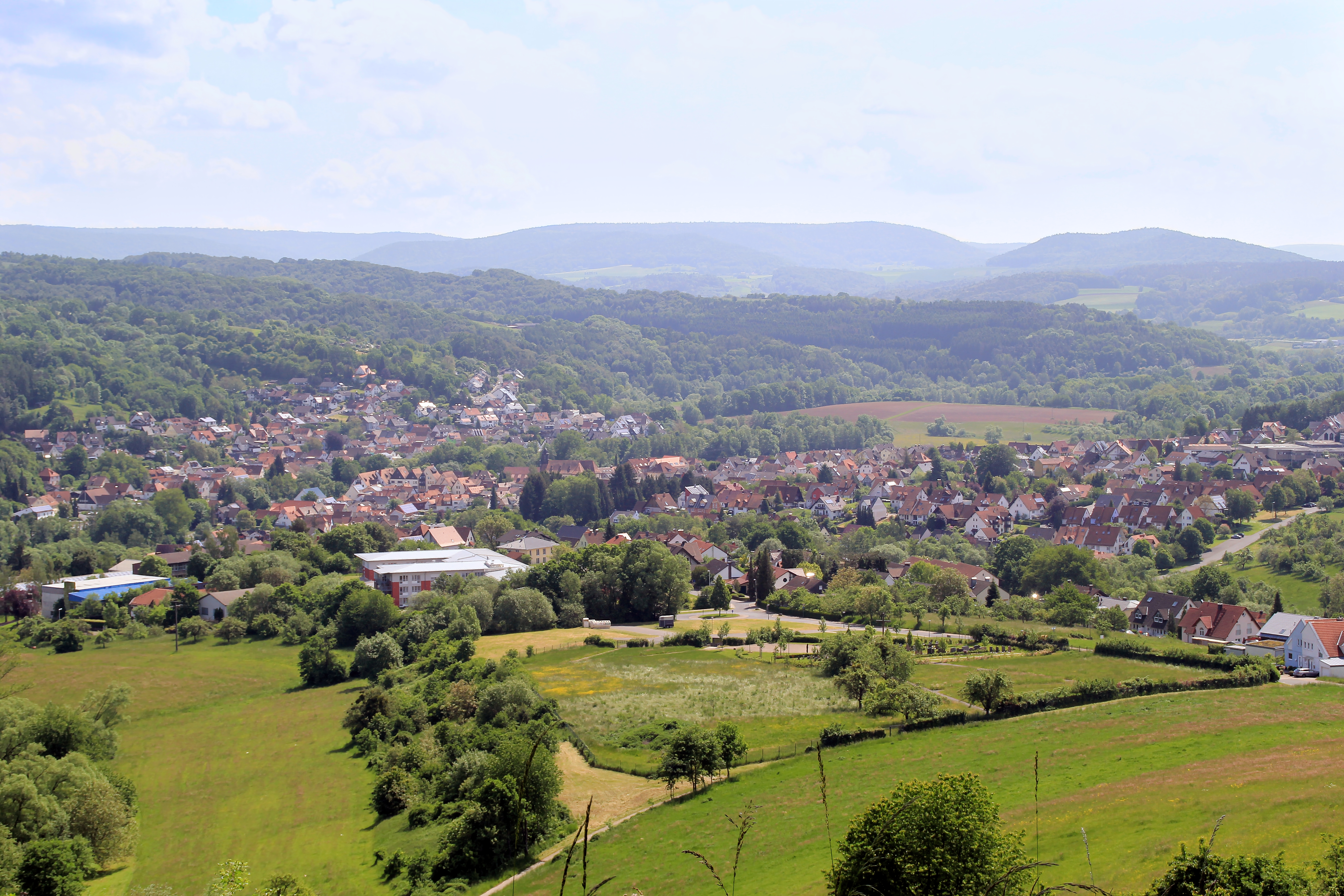
Mömbris und Mensengesäß

### Geographische Lage
Der Markt Mömbris liegt in der Region Bayerischer Untermain im mittleren Kahlgrund auf halber Strecke von Schöllkrippen nach Alzenau am Fuße des Vorspessarts mit seiner höchsten Erhebung, dem Hahnenkamm (436 m ü. NHN). Im nördlichen Gemeindegebiet verläuft am Teufelsgrund die Landesgrenze zu Hessen. Der Fluss Kahl fließt durch die Marktgemeinde. Der topographisch höchste Punkt der Gemeinde befindet sich an einem Nebengipfel der Stempelhöhe nordwestlich von Angelsberg mit 418 m ü. NN (Lage), der niedrigste liegt an der Kahl in der Nähe der Kläranlage auf 147 m ü. NHN (Lage).
Das Dorf Mömbris liegt zentral im Gemeindegebiet zwischen Schimborn und Niedersteinbach an der Staatsstraße 2305 auf 180 m ü. NHN. Es ist mit Fronhofen, Rappach und Mensengesäß baulich zusammengewachsen. Südwestlich von Mömbris befindet sich die Ortschaft Heimbach. Höchster und niedrigster Punkt der Dorfgemarkung entsprechen denen der gesamten Gemeinde.

### Gemeindegliederung
Das Gemeindegebiet besteht aus zehn Gemarkungen:
| Gemarkung            | Fläche (ha) |
| -------------------- | ----------- |
| Daxberg              | ca. 0270    |
| Dörnsteinbach        | ca. 0200    |
| Hemsbach             | ca. 0160    |
| Hohl / Mömbris       | ca. 0090    |
| Königshofen a.d.Kahl | ca. 0200    |
| Mensengesäß          | ca. 0250    |
| Mömbris              | ca. 1340    |
| Niedersteinbach      | ca. 0220    |
| Reichenbach          | ca. 0330    |
| Schimborn            | ca. 0530    |
| Markt Mömbris        | ca. 3590    |

Die Gemeinde hat 23 Gemeindeteile:
| Gemeindeteil         | Siedlungstyp | Einwohner | Gemarkung            | Höhe (m ü. NHN) |
| -------------------- | ------------ | --------- | -------------------- | --------------- |
| Angelsberg           | Dorf         | 50        | Mömbris              | 305             |
| Brücken              | Dorf         | 569       | Mömbris              | 156             |
| Daxberg              | Dorf         | 740       | Daxberg              | 313             |
| Dörnsteinbach        | Kirchdorf    | 640       | Dörnsteinbach        | 294             |
| Flederichsmühle      | Weiler       |           | Königshofen a.d.Kahl | 185             |
| Fronhofen            | Dorf         |           | Mömbris              | 170             |
| Gunzenbach           | Pfarrdorf    | 572       | Mömbris              | 257             |
| Hauhof               | Weiler       |           | Schimborn            | 185             |
| Heimbach             | Dorf         | 147       | Mömbris              | 240             |
| Hemsbach*            | Kirchdorf    | 261       | Hemsbach             | 296             |
| Hohl                 | Kirchdorf    | 443       | Hohl / Mömbris       | 286             |
| Kaltenberg           | Dorf         |           | Schimborn            | 190             |
| Königshofen a.d.Kahl | Kirchdorf    | 775       | Königshofen a.d.Kahl | 189             |
| Mensengesäß          | Dorf         | 1.104     | Mensengesäß          | 170             |
| Molkenberg           | Dorf         | 67        | Mömbris              | 340             |
| Mömbris              | Hauptort     | 2.232     | Mömbris              | 180             |
| Niedersteinbach      | Pfarrdorf    | 934       | Niedersteinbach      | 159             |
| Rappach              | Dorf         | 278       | Mömbris              | 207             |
| Reichenbach          | Kirchdorf    | 392       | Reichenbach          | 225             |
| Rothengrund          | Dorf         | 246       | Mömbris              | 226             |
| Schimborn            | Pfarrdorf    | 1.595     | Schimborn            | 185             |
| Strötzbach           | Dorf         | 594       | Mömbris              | 170             |
| Markt Mömbris        |              | 11.639    |                      |                 |

Die abgegangenen Ortschaften Wohnstadt, Hüttenberg und Karlesberg befanden sich auf dem heutigen Gebiet des Marktes Mömbris.
Die früheren Dörfer Niedersteinbach, Mittelsteinbach und Obersteinbach bilden heute gemeinsam den Gemeindeteil Niedersteinbach.

### Bayerisch-hessische Grenze
Hessen ragte mit einer Landzunge in den Markt. 2007 wurde deshalb ein Flächentausch von ca. 10 Hektar zwischen Bayern und Hessen vereinbart, der am 1. Juli 2011 in geänderter Form in Kraft trat, wobei das Territorium Bayerns um 1,77 Hektar verkleinert wurde. Bis dahin verlief die Landesgrenze quer durch das Sportlerheim des FV Viktoria 1930 e. V. Brücken. Des Weiteren teilte die Grenze ein kleines Teilstück der Staatsstraße 2305 im Gemeindeteil Niedersteinbach ab und verlief kurz auf hessischer Seite weiter (Hessenkurve).

### Nachbargemeinden
|               | Gemeinden Freigericht und Geiselbach        | Gemeinde Krombach    |
| Stadt Alzenau | Kompassrose, die auf Nachbargemeinden zeigt | Gemeinde Blankenbach |
|               | Gemeinde Johannesberg                       | Markt Hösbach        |

## Name

### Etymologie
Der Name übertrug sich von der Burg Mömbris auf den Ort. Im Kahlgründer Dialekt wird der Ort heute Memersch (Aussprache: [me:mɛʃ]) genannt. Wovon sich der Name Mömbris tatsächlich ableitet, ist nicht genau bekannt. Es bestehen zwei mögliche Theorien:
- Der Name Mömbris geht auf das mittelhochdeutsche Wort Hemelris zurück, das so viel wie Sumpfrodung bedeutet, die vor dieser Zeit in der Umgebung von Mömbris stattfand.[8]

- Der ursprüngliche Name Hemmilriz besteht aus dem Personennamen Hemilio und dem mittelhochdeutschen Wort riz, das Spalte oder Furche bedeutet. Der wechselnde Anfangsbuchstabe von H auf M kann von einer möglichen Agglutination des Präpositionsauslautes kommen: (a)m Hemmilriz oder (zu)m Hemmilriz.[10]

### Frühere Schreibweisen
Frühere Schreibweisen des Ortes aus diversen historischen Karten und Urkunden:
| - 1340 Hemmelrisz - 1346 Memmilriz - 1361 Memmelris - 1386 Memelris - 1389 Memelrisz - 1468 Membris | - 1481 Meymelryß - 1592 Membreß - 1625 Memers - 1805 Membris - 1832 Mömbris |

## Geschichte

### Mittelalter
Im Mittelalter gehörte Mömbris zum gleichnamigen Gericht Mömbris, dessen Hauptort es war. Das Gericht Mömbris wiederum war Teil des Freigerichts Alzenau. Das Freigericht war zwar reichsunmittelbar, aber das Reich verpfändete oder vergab das Gebiet immer wieder. So wechselten die Landesherren, zu denen die Herren und späteren Grafen von Hanau, die Herren von Randenburg und die Herren von Eppstein zählten.
Die Burg Mömbris stand um 1300 dort, wo sich heute der alte Friedhof befindet. Sie wird fälschlicherweise als Womburg bezeichnet, weil sie im 19. Jahrhundert noch nicht zu lokalisieren war.

### Neuzeit
1500 belehnte der römisch-deutsche König Maximilian I. den Erzbischof von Mainz und den Grafen von Hanau-Münzenberg gemeinsamen mit dem Freigericht, das sie nun als Kondominat verwalteten. Da im Freigericht auch zur Zeit des Kondominats die kirchliche Jurisdiktion bei den Erzbischöfen von Mainz verblieb, konnte sich die Reformation – im Gegensatz zur Grafschaft Hanau-Münzenberg – hier nicht durchsetzen. Mömbris blieb römisch-katholisch. 1603 fiel Mömbris komplett an Kurmainz.
Mömbris wurde laut Reichsdeputationshauptschluss 1803 ein Teil des neugebildeten Fürstentums Aschaffenburg des Fürstprimas von Dalberg, mit welchem er 1814 (damals ein Departement des Großherzogtums Frankfurt) schließlich an Bayern fiel.

### Widerstand im Nationalsozialismus
Die Verhaftung des Pfarrers August Wörner am 28. Dezember 1936 löste bei der katholischen Bevölkerung Mömbris Wut und Empörung aus. Der Pfarrer, der selbst Kriegsveteran des Ersten Weltkrieges war und Inhaber des Eisernen Kreuzes I. Klasse, hatte sich gegen das Anbringen eines „Stürmer“-Kastens in seiner Gemeinde ausgesprochen. Im Sonntagsgottesdienst am 20. Dezember 1936 hatte der Geistliche eine Unterschriftenaktion gegen die Anbringung des Stürmer-Kastens befürwortet und ein Ultimatum gestellt, keine Messe mehr zu halten. Dieser Aufruf veranlasste viele katholische Gemeindemitglieder, zum Bürgermeister und gleichzeitigen NSDAP-Ortsgruppenleiter Gottfried van Treek zu gehen und sich in die Unterschriftenliste einzutragen. Daraufhin wurde der Pfarrer Wörner am 28. Dezember 1936 von der Gestapo verhaftet und ins Gefängnis nach Aschaffenburg gebracht. Der Kaplan der Gemeinde Mömbris Hermann Dümig setzte den Widerstand gegen das NS-Regime fort. Pfarrer August Wörner wurde am 2. August 1937 aus der sogenannten Schutzhaft entlassen. Hermann Dümig wurde im Januar 1941 verhaftet, wegen „Beunruhigung des Volkes“ verurteilt und schließlich ins KZ Dachau gebracht, wo er fast vier Jahre lang inhaftiert war.

### Nachkriegszeit
Die Gemeinde Mömbris gehörte zum Bezirksamt Alzenau, das am 1. Juli 1862 gebildet wurde. Dieses wurde am 1. Januar 1939 zum Landkreis Alzenau in Unterfranken. Mit dessen Auflösung kam Mömbris am 1. Juli 1972 in den neu gebildeten Landkreis Aschaffenburg.

### Eingemeindungen
- Zu Mömbris gehören seit 1818 die Gemeindeteile Brücken, Strötzbach, Rappach, Heimbach, Gunzenbach, Rothengrund, Angelsberg, Karlesberg (heute Wüstung) und Molkenberg.
- Als erste Gemeinden wurden mit Wirkung vom 1. Januar 1972 Daxberg, Hemsbach und Mensengesäß in den Markt Mömbris eingegliedert.[13]
- Am 1. Juli 1972 folgte die Gemeinde Niedersteinbach als 13. Gemeindeteil.[13]
- Am 1. Januar 1974 wurden Dörnsteinbach und Hohl eingemeindet.[14]
- Die Gemeinde Reichenbach gab am 1. Januar 1976 ihre Selbständigkeit auf.[14]
- Schimborn, das schon am 1. Januar 1972 mit Königshofen an der Kahl fusionierte und zusammen mit diesem Ort die Gemeinde Schimborn bildete[13], kam am 1. Mai 1978 zu Mömbris.[14]

### Einwohnerentwicklung
Im Zeitraum 1988 bis 2018 stieg die Einwohnerzahl von 11.103 auf 11.480 um 377 Einwohner bzw. um 3,4 %. 2000 hatte der Markt 12.362 Einwohner.
Quelle: BayLfStat

### Hochwasser
- Anhaltender extremer Starkregen mit 130,6 l/m² Niederschlag in Oberwestern war der Auslöser eines schweren Kahlhochwassers am 20. Februar 1937 zwischen Mömbris und Michelbach.[15]
- Ein Jahrhunderthochwasser hatte der Kahlgrund am 10. und 11. August 1981 zu verzeichnen. Die Ortschaft Mömbris glich einer Insel im mittleren Kahlgrund.
- Am 4. Mai 2017 wurde der Kahlgrund von einem Unwetter heimgesucht, bei dem die Kahl und ihre Nebenbäche starkes Hochwasser hatten. Besonders heftig traf es dabei die Ortsteile des Marktes Mömbris.[16] Siehe dazu Hochwasser der Kahl 2017.

## Politik

### Marktgemeinderat
Der Marktgemeinderat besteht aus 24 Ratsmitgliedern. Dies ist die festgelegte Anzahl für eine Gemeinde mit einer Einwohnerzahl von 10.001 bis 20.000. Der Marktgemeinderat wird für sechs Jahre gewählt.
Stimmberechtigt im Marktgemeinderat ist außerdem der erste Bürgermeister. Dies ist der parteilose Felix Wissel.
Die letzten Kommunalwahlen vom 3. März 2002, 2. März 2008, 16. März 2014 und vom 15. März 2020 brachten die folgenden Ergebnisse:
| Partei                           | 2020  | 2020        | 2014  | 2014        | 2008  | 2008        | 2002  | 2002        |
| Partei                           | Sitze | Veränderung | Sitze | Veränderung | Sitze | Veränderung | Sitze | Veränderung |
| -------------------------------- | ----- | ----------- | ----- | ----------- | ----- | ----------- | ----- | ----------- |
| CSU                              | 11    | + 1         | 10    | + 1         | 9     | − 3         | 12    | ± 0         |
| SPD                              | 3     | − 4         | 7     | − 1         | 8     | + 3         | 5     | ± 0         |
| Wählergemeinschaft Markt Mömbris | 3     | − 1         | 4     | ± 0         | 4     | − 1         | 5     | ± 0         |
| Unabhängige Bürger               | 3     | ± 0         | 3     | ± 0         | 3     | + 1         | 2     | ± 0         |
| Grüne                            | 3     | + 3         | −     | −           | −     | −           | −     | −           |
| AfD                              | 1     | + 1         | −     | −           | −     | −           | −     | −           |

### Bürgermeister
Erster Bürgermeister ist seit 2008 der parteilose Felix Wissel. Dieser wurde bei der Bürgermeisterwahl am 16. März 2014 mit 96,49 % der Stimmen wiedergewählt. Die Wahlbeteiligung lag bei 54,08 %. Am 15. März 2020 wurde er, nominiert vom Wahlvorschlag Aller guten Dinge sind Drei, mit 85,9 % der Stimmen für weitere sechs Jahre gewählt; die Beteiligung lag bei 67,5 %.
Liste der Bürgermeister in Mömbris
| - Georg Grünewald (1876–1910) - August Grünewald (1911–1938) - Gottfried van Treek (1939–1945) - Anton Volk (1945) - Leopold Wissel (1945–1951) | - Anton Reising (CSU) (1951–1986) - Michael Schneemeier (SPD) (1986–1998) - Reinhold Glaser (CSU) (1998–2008) - Felix Wissel (parteilos) (seit 2008) |

### Gemeindepartnerschaft
- Gemeindeverband Pré-Bocage seit 1989[22]

## Wappen
| Wappen von Mömbris | Blasonierung: „In Rot ein gestürztes silbernes Schwert mit goldenem Griff, beseitet rechts von einem sechsspeichigen silbernen Rad, links von einer goldenen Laubkrone.“ |
| Wappen von Mömbris | Wappenbegründung: Mömbris war bis 1500 Königsgut, worauf die Laubkrone im Wappen hinweist. Der Ort war Sitz eines Freigerichts, was durch das Schwert symbolisiert wird. Im Jahr 1487 erlangte Kurmainz einen Teil der Landeshoheit und 1738 die Gesamtherrschaft über das Gebiet. Das sechsspeichige Rad (Mainzer Rad) erinnert daran. Das Wappen wurde 1961 entworfen und wird seitdem geführt. |

## Kultur und Sehenswürdigkeiten

### Kirchen und Kapellen

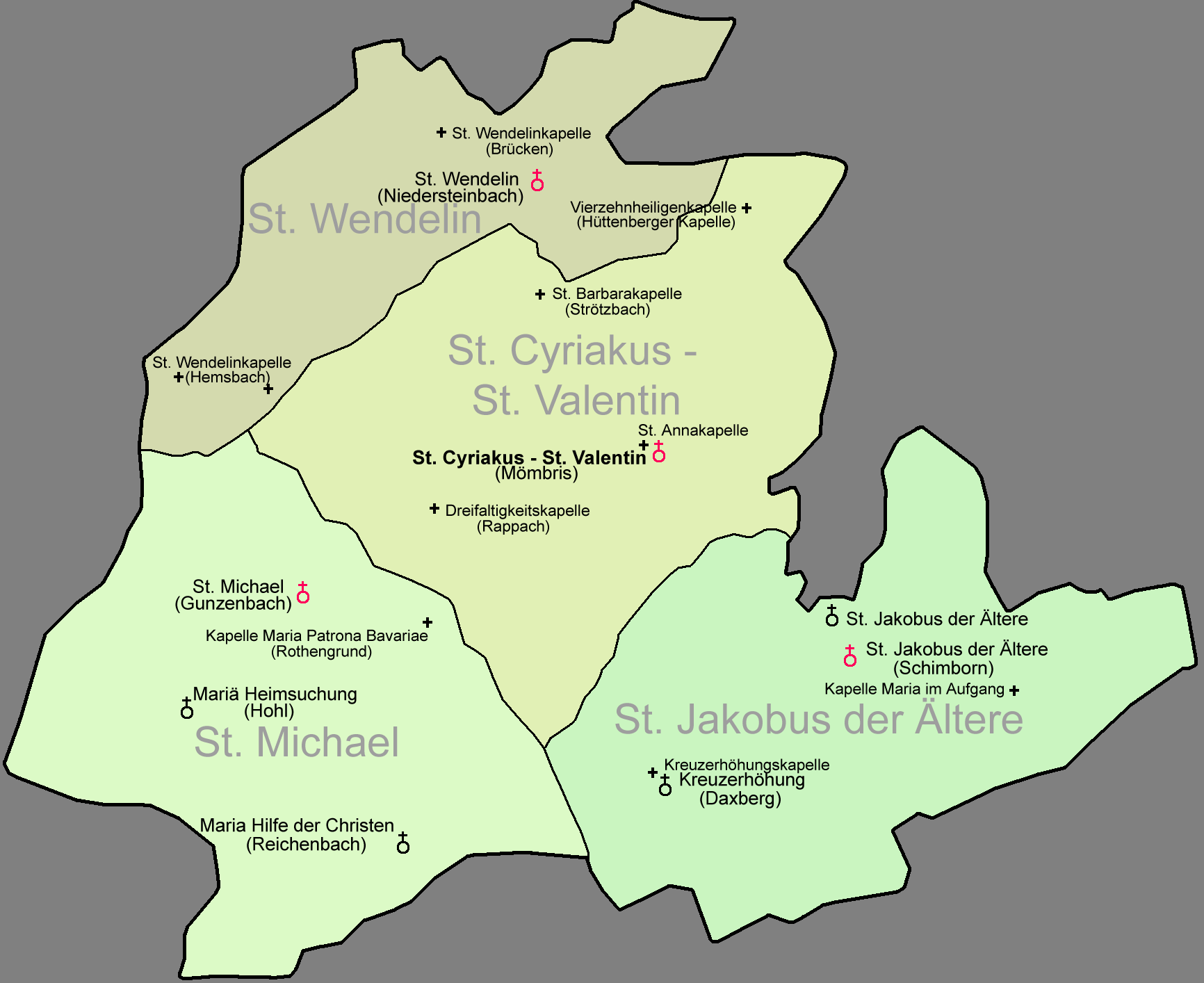
Die Grenze der Pfarreiengemeinschaft Mittlerer Kahlgrund entspricht nicht ganz der der politischen Gemeinde.

Auf dem Gebiet der politischen Gemeinde befinden sich folgende Kirchen und Kapellen, die dem Dekanat Alzenau angehören:
- Dreifaltigkeitskapelle (Rappach)
- Heilig-Geist-Kirche (Dörnsteinbach)
- Hüttenberger Kapelle (Mensengesäß)
- Kreuzerhöhung, Kirche (Daxberg)
- Mariä Heimsuchung, Kirche (Hohl)
- Maria am Wäldchen, Kapelle (Daxberg)
- Maria Hilfe der Christen, Kirche (Reichenbach)
- Maria am Weg, Kapelle (Schimborn)
- Maria im Aufgang, Kapelle (Schimborn)
- Maria Patrona Bavariae, Kapelle (Rothengrund)
- Marienkapelle / Dorfkapelle, alte Kirche (Daxberg)
- St. Anna, Kapelle (Mömbris)
- St. Barbara, Kapelle (Kleinhemsbach)
- St. Barbara, Kapelle (Strötzbach)
- St. Cyriakus und St. Valentin, Kirche (Mömbris)
- St. Jakobus der Ältere, alte Kirche (Schimborn)
- St. Jakobus der Ältere, neue Kirche (Schimborn)
- St. Michael, Kirche (Gunzenbach)
- St. Wendelin, Kapelle (Brücken)
- St. Wendelin, Kirche (Großhemsbach)
- St. Wendelin, Kirche (Königshofen)
- St. Wendelin, Kirche (Niedersteinbach)

### Museen

#### Heimatmuseum

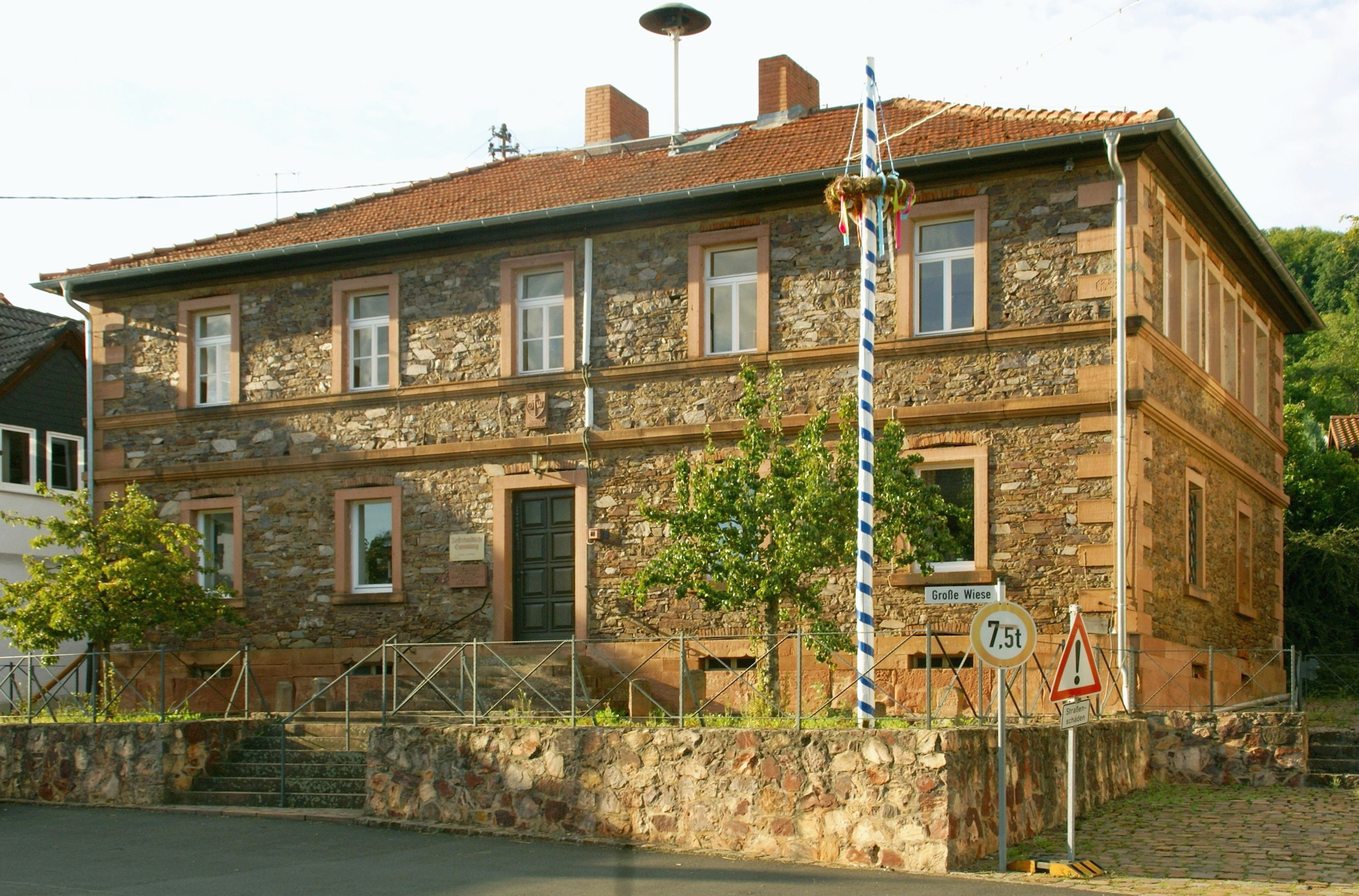
Heimatmuseum mit Volkskundlicher Sammlung in Gunzenbach

Das Heimatmuseum des Marktes Mömbris befindet sich im Ortsteil Gunzenbach und entstand durch die Initiative des damaligen Kreisheimatpflegers Emil Griebel in der alten Gunzenbacher Schule und besteht seit dem 14. Mai 1977.

#### Mühlenmuseum
Im Gemeindeteil Strötzbach befindet sich in einer historischen Doppelmühle an der Kahl das Mühlenmuseum; es ist nach Absprache von Mai bis Oktober zu besichtigen. Der Bau der Doppelmühle begann um das Jahr 1700. Der aus Sonthofen im damaligen Bistum Augsburg stammende Jakob Koch und der einheimische Andreas Brückner sind die Stammväter der Doppelmühle. Beide Mühlen befanden sich unter einem Dach. Sogar in den einzelnen Stockwerken waren die Mühlenteile ineinander verschachtelt. Durch die Einrichtung des Mühlenmuseums wurden die alten Mühleneinrichtungen in der „Brückner Mühle“ konzentriert und der Mahlvorgang wie in früheren Zeiten ermöglicht. Der „Koch-Anteil“ wurde Wohnung der Familie. Die beiden Mühlenräder blieben erhalten.

#### Freilandmuseum
In der Nähe des Ortszentrums von Mömbris befindet sich ein kleines Freilandmuseum. Eine historische Ölmühle und eine alte Schmiede bilden zunächst den Grundstock des Museums, das noch ausgebaut werden soll.

## Wirtschaft und Infrastruktur
Die hohe Einwohnerzahl kann darüber hinwegtäuschen, dass Mömbris eine sehr ländlich geprägte Kommune ist, da seit der großen Gebietsreform in Bayern Ende der 1970er-Jahre zu Mömbris 23 Gemeindeteile gehören. Diese haben durchgehend wenige Einwohner vorzuweisen (Größenordnung: ca. 200–1000 Einwohner, Ausnahme: Schimborn (1800 Einwohner) und Mömbris selbst (2000 Einwohner)), so dass der Markt Mömbris im Jahr 2004 etwa 12.000 Einwohner zählte. Nachdem der Markt Mömbris lange mit Bevölkerungsrückgang und wirtschaftlichen Problemen zu kämpfen hatte (Kaufkraftverlust in die benachbarten Kahlgrundgemeinden Schöllkrippen und Alzenau), sorgen seit einigen Jahren neu entstandene Gewerbegebiete mit den dort ansässigen Firmen und Einkaufsmärkten für eine positive Entwicklung.
Im Jahr 2020 gab es nach amtlicher Statistik 1731 sozialversicherungspflichtig Beschäftigte am Arbeitsort. Sozialversicherungspflichtig Beschäftigte am Wohnort gab es insgesamt 4976. Im verarbeitenden Gewerbe gab es drei, im Bauhauptgewerbe 29 Betriebe. Zudem bestanden 2016 48 landwirtschaftliche Betriebe mit einer landwirtschaftlich genutzten Fläche von 1176 Hektar. Davon waren 366 Hektar Ackerfläche und 789 Hektar Dauergrünfläche.

### Verkehr
Der Haltepunkt Mömbris-Mensengesäß und der Bahnhof Mömbris-Strötzbach liegen jeweils an der Bahnstrecke Kahl–Schöllkrippen.

### Bildung
Es gibt folgende Einrichtungen (Stand: 2021):
- 9 Kindertageseinrichtungen: 503 Kindergartenplätze mit 460 Kindern
- 3 Volksschulen: 29 Lehrern und 463 Schülern
- Volkshochschule Kahlgrund-Spessart e. V., zuständig für die Markt-Gemeinde Mömbris, die VG Schöllkrippen, Geiselbach, Johannesberg, VG Heigenbrücken, VG Mespelbrunn

### Vereinsleben
Das Vereinsleben im Markt Mömbris gestaltet sich vielfältig. Neben einigen Sportvereinen sind mehrere Heimat- und Kulturvereine vertreten. In Mömbris ist die Ringer-Bundesligamannschaft der RWG Mömbris-Königshofen ansässig.

## Persönlichkeiten

### Ehrenbürger
- Raimund Merget, in 1987, Pfarrer und ehemaliger Dekan des Dekanates Alzenau
- Helmut Bauer (1933–2024), in 2004, Weihbischof des Bistums Würzburg

### Söhne der Gemeinde
- Ivo Fischer (* 25. Dezember 1881 in Mömbris; † 28. April 1937 in Würzburg). Domkapitular
- Ivo Zeiger SJ (* 29. Juli 1898 in Mömbris; † 24. Dezember 1952 in München), Professor für Kirchenrecht. Zu seinem Gedächtnis nannte die Gemeinde die 1959 erbaute Volksschule Ivo-Zeiger-Schule und das kirchliche Gemeindezentrum Ivo-Zeiger-Haus.
- Ludwig Volk (* 14. September 1926 in Mömbris; † 4. Dezember 1984 in München), deutscher Jesuit und Historiker.
- Fritz Amrhein (* 24. April 1928 in Mömbris; † 5. Mai 2000 in Hösbach), Jurist, Direktor des Amtsgerichts Aschaffenburg (1972–1983), Präsident des Landgerichts Aschaffenburg (1983 bis zum Ruhestand), Träger des Bundesverdienstkreuzes am Bande
- Hans Schneider (* 18. Januar 1929 in Mensengesäß; † 10. Februar 2023), deutscher Zoologe
- Helmut Bauer, (* 18. März 1933 in Schimborn). Theologe, Weihbischof
- Roland Lohkamp (* 10. Juni 1944 in Mömbris), Botschafter in Luxemburg und Bukarest
- Peter Behl (* 12. Februar 1966 in Mömbris), Ringer im griechisch-römischen Stil, Olympiateilnehmer
- Sebastian (Basti) Müller, Musiker, Radio- und Fernsehmoderator
- Johannes Zenglein (* 12. September 1986 in Aschaffenburg), Radio- und Fernsehmoderator aus Mömbris-Mensengesäß

### Persönlichkeiten, die vor Ort gewirkt haben
- Heinrich Degen (* 2. Oktober 1902 in Burgbrohl; † 9. März 1970 in Mömbris), Landrat des ehemaligen Landkreises Alzenau.
- Raimund Merget, 1970–1986 Pfarrer von Mömbris, Ideengeber und Mitgestalter für viele soziale Einrichtungen, u. a. Initiator und Erbauer des Ivo-Zeiger-Hauses
- Anton Reising, 1951–1986 Bürgermeister, maßgeblich an Neustrukturierung der Gemeinde beteiligt; Initiator der sogenannten Ortskernsanierung, eine Neuordnung des städtebaulichen Mittelpunktes des Ortes.
- Felix Wissel (* 1. November 1978 in Alzenau-Wasserlos), Bürgermeister des Marktes Mömbris, deutscher Bundesliga-Ringer.